# Jadwiga Jarnuszkiewiczowa
Jadwiga Jarnuszkiewiczowa (ur. 9 marca 1918 w Warszawie, zm. 7 listopada 1986) – historyk sztuki.
W 1935 roku ukończyła gimnazjum i rozpoczęła studia polonistyczne na Uniwersytecie Warszawskim. Podczas okupacji hitlerowskiej brała udział w tajnym nauczaniu, a od 1943 roku ukrywała się. Po powstaniu warszawskim została wywieziona do obozu rozdzielczego w Spellen skąd trafiła do fabryki "Ferrum" w Sosnowcu. Po zakończeniu wojny podjęła pracę jako nauczycielka w gimnazjum im. Staszica w Sosnowcu. Jesienią 1945 wróciła do Warszawy i zaczęła pracę w Biurze Odbudowy Stolicy, podjęła też studia historii sztuki, których nie ukończyła. W 1951 ukończyła rozpoczęte przed wojną studia polonistyczne. W 1953 roku podjęła pracę w Państwowym Instytucie Sztuki, najpierw jako sekretarz redakcji Przeglądu Artystycznego, później jako sekretarz Sekcji historii sztuki XIX i XX wieku. Od 1958 pracowała w redakcji Polskiej Sztuki Ludowej. Po 1978 roku współpracowała z Akademią Sztuk Pięknych w Warszawie.

## Publikacje

### Książki
- Polska rzeźba współczesna, wyd. PWN, Warszawa 1960, (wersje obcojęzyczne).
- Sztuka ludu polskiego, wyd. Arkady, Warszawa 1967, (współautor Aleksander Jackowski).
- Pomnik Mickiewicza, wyd. PWN, Warszawa 1975.

### Artykuły
- Sztuka "przezroczysta", "Kultura", R. 17, 1979 nr 27.
- Granice pojęcia rzeźby, [w:] Rzeźba polska 1944-1984 [katalog], 1986.